# Gurl.com
Gurl.com是一个從1996年至2018年運營，主要面向少女的美國網站，1996年至2011年间名称被風格化為gURL.com。网站由雷貝嘉·奧德斯、以斯帖·德伊爾和希瑟·麥克唐納開發，主要聚焦青少年建議、身體意象、女性的性和其他與青少年相關問題的資源。網站最初為線上小誌，後擴展为网络社区，并一度提供免費的電子郵件和網頁寄存服務，分別名為Gurlmail和Gurlpages。
服裝零售商Delia's於1997年買下该網站，後於2001年賣給PriMedia，又於2003年轉手给iVillage，再于2009年被Alloy（後更名為反抗媒體）收購。反抗媒體的停業讓網站隨之停運，在同年重定向至美国杂志《17》的網站。
作為最早的主要面向少女的美國網站，Gurl.com與小誌文化和第三波女性主義緊密相關，並被學術界用來研究少女的線上行為。與1990年代的青少年雜誌不同，Gurl.com以幽默的語氣、與主流媒體相比較非傳統地接觸青少年的相關話題，及觀眾的投稿（如社論和圖畫作品）而聞名。Gurl.com的流行讓創辦人合著了三本青少年建議書，首當其衝的是《接受現實！身為gURL要全新接觸自己的身體、思想和生活》（1999年）。
Gurl.com获1997年I.D.雜誌互動媒體獎、1998年威比獎，創辦人因该網站获1997年紐約雜誌獎。Gurl.com也受隱私問題困扰，保守派和反色情擁護者曾批評其性積極立場和性教育資源。

## 歷史
雷貝嘉·奧德斯和以斯帖·德伊爾（Esther Drill）是在新泽西州西奥兰治一起長大的朋友，兩人於1980年代還是讀高中的青少年時就萌生管理雜誌的想法。她們對成長過程中所見的青少年雜誌感到不滿意，因此尋求組織另類媒體來適當解決少女的擔憂。1995年，兩人還是紐約大學的互動電通學程研究生時，她們與同學希瑟·麥克唐納（Heather McDonald）決定建立針對青少年的女性積極在線空間，並感覺1990年代的網際網路缺乏類似的社群。她們想為女孩創造不經審查的資源，功能類似於青少年雜誌，同時也希望去建立以女性喜好為主的社群，並聽取其他女孩的同齡建議和意見。Gurl.com隨後作為奧德斯、德伊爾和麥克唐納的碩士論文項目。網站的名稱是將「girl」與縮略詞「URL」結合在一起，而標誌是個塗指甲油的拳頭。網站於1996年啟動。

1996年至2011年间Gurl.com標誌

Gurl.com剛發佈後，就被列為是旨在為女性獨立網站增加流量的门户网站EstroNet的成員。服裝零售商Delia's向奧德斯、德伊爾和麥克唐納提出收購，並於1997年12月買下網站:152。奧德斯、德伊爾和麥克唐納在Delia's的辦公室運行網站。Gurl.com被納入網站網iTurf（Delia's的線上子公司），試圖推出針對Y世代的電子商務市場。Gurl.com最初是作為非商業網站:156-157，但從1998年5月開始賣Delia's的目錄商品。1999年9月2日，iTurf與美國線上合作，在他們網站上一個叫AOgirL的部分刊登Gurl.com的內容。2000年5月，Gurl.com贊助紐約燈塔煎鍋（Lighthouse Frying Pan）的全女性音樂節奪回甲板：地下音樂的女性之夜（Take Back the Decks: An Evening of Women in Underground Music）。2000年11月16日至21日，Gurl.com在曼哈頓東村的先鋒劇院（Pioneer Theater）舉辦舉足輕重的製作媒體人影展（Movers, Shakers, and Media Makers Film Festival），並有金·皮爾斯（Kim Peirce）、克里斯婷·瓦陈和南茜·萨沃卡擔任嘉賓。
2000年互聯網泡沫爆破後，Delia's於11月下旬出售或關閉了所以互聯網財產，但Gurl.com除外:152。同年的11月23日，Gurl.com重新設計，減少關注電子商務。2001年5月，《17》的母公司PriMedia收購Gurl.com來試圖擴展其以青少年為中心的資產:152:33。2003年8月，為了縮減規模和償還債務，PriMedia將Gurl.com賣給iVillage，德伊爾和麥克唐納也加入員工行列:33。2005年，Gurl.com開了家由M-Qube支持的手機店，販賣手機鈴聲和壁紙。2009年，Alloy（後來更名為反抗媒體）收購Gurl.com，作為建立針對青少年和年輕人數位娛樂中心的策略。Alloy後來於2011年重新推出Gurl.com，並設計了個新標誌，整個為草書字體，並將「u」弄成心形。反抗媒體於2018年的停業讓網站隨之停運，並在同年重新導向至《17》的網站。

## 內容

### 小誌

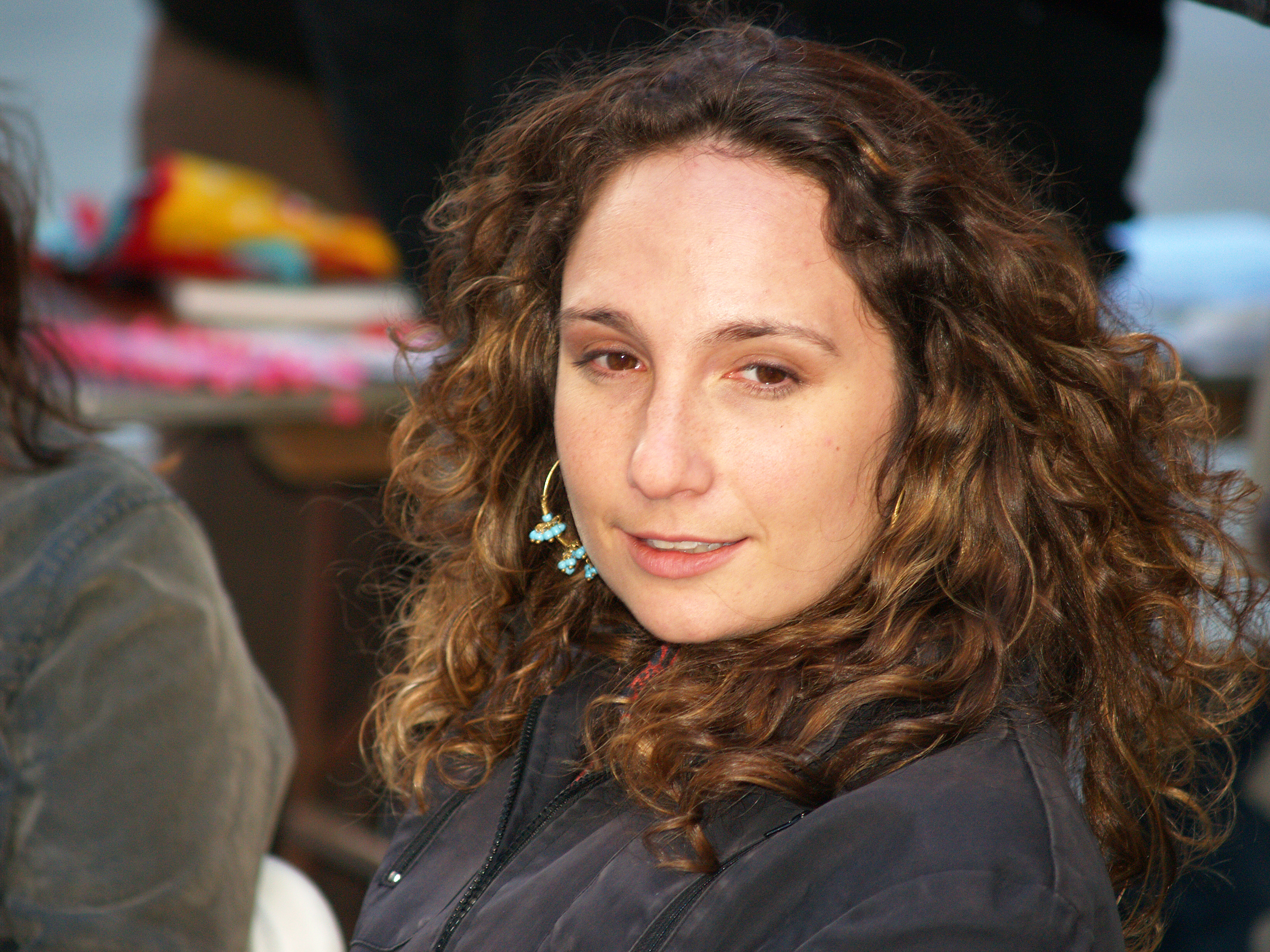
勞倫·溫斯坦（攝於2007年）的《女生故事》（Girl Stories）在Gurl.com連載

Gurl.com從青少年雜誌汲取靈感，起初推出時使用了小誌格式:154。網站的目標人群是13歲或以上的女生。與1990年代面向年輕女性的當代网络社区不同，Gurl.com整體更加前衛:154，以坦率和不帶偏見的形式來講約會、健康和美容等話題:152。Gurl.com還直接討論女性的性等話題，《The Cut》表示這在1990年代針對青少年的傳統媒體中並不常見。網站早年內容模仿和諷刺了主流青少年雜誌:152，並最初使用女性圖畫而不是照片來強調身體自愛，更避免身體意象焦慮。
網站的內容分類成「接受現實」（"Deal With It"，日常生活）、「外表不是一切」（"Looks Aren't Everything"，時尚與美容）、「我接下來應該怎麼做？」（"Where Do I Go From Here?"，職業生涯）和運動等話題:154。2000年11月23日，Gurl.com被重新設計後，新增「停、看、听」（"Stop, Look, and Listen"，購物）和「舉足輕重的製作媒體人」（"Movers, Shakers, and Media Makers"，明星和其他媒體類女性）兩個新板塊:154。〈乳房文件〉（"The Boob Files"）是投稿人提交有關乳房的第一人稱散文:152。網站還有麥克唐納經營的建議專欄，名為「幫幫我，希瑟」（"Help Me, Heather"）。
由於奧德斯、德伊爾和麥克唐納認為女生更愛創作，而非消費，所以網站允許使用者投稿，例如漫畫、詩歌、對時事的看法:154和評價。出於同樣原因，她們限制名人的投稿，從而讓網站旨在對抗仰慕幻想。Gurl.com最顯著的讀者投稿是漫畫部分，包括連載漫畫《那些糟糕的情緒》（Those Sucky Emotions）和《錯誤行為》（Mizbehavior），上述作品都列進「接受現實」主題:154。其他漫畫像是勞倫·溫斯坦的《女生故事》、瑞秋·納博斯的《十五次革命》（Fifteen Revolutions）和《瑞秋大帝與图纳》（Rachel the Great & Tuna），及瑪蒂娜·富加佐托（Martina Fugazzotto）的《戀愛的女孩》（Girls in Love）和《我愛做愛》（I Heart Sex）。

### 功能
雖然可以在沒有帳戶的情況下登入Gurl.com，但需要註冊才能提交內容和參與聊天室及留言板:154。註冊為免費，並強烈建議用戶創建非識別別名來保持匿名:45。留言板被稱為「喊話板」（"Shout-out Boards"）:791，是用戶可以相互交流和交換建議的地方。Gurl.com還有個叫Gurl Palace的在線虛擬文本網路聊天室服務器，可通過计算机程序The Palace登入。
除了信息功能外，Gurl.com還有線上遊戲。部分早期的遊戲內容諷刺審美標準，例如《多毛女孩》（"Hairy Gurl"）。後來的遊戲緊貼Gurl.com承認女孩是創作者而非消費者的概念，例如《製作你自己的搖滾樂團》（"Make Your Own Rock Band"）、《製作你自己的電視真人秀》（"Make Your Own Reality TV Show"）和《試試舞會禮服選擇器》（"Try the Prom Dress Selector"）:154。網站還有性格測試，其中有據可查的是《紙娃娃心理學》（"Paper Doll Psychology"），用戶可以為紙娃娃穿搭，並根據選擇的服裝評估他們的性格:152。
在Delia's於1997年至2001年擁有Gurl.com期間，網站通過Gurlmail.com和Gurlpages.com提供電子郵件和網頁代管服務，上述的免費服務均歸Lycos所有。許多用戶利用Gurlpages來代管小誌，尤其女性的性部分。其他人則用Gurlpages來代管他們的創作，例如詩歌，及對日常生活的不滿。由Gurlpages代管的網站隸屬於Gurl.com網，並允許用戶輕鬆地相互聯繫。

### 出版物
隨著Gurl.com的成功，奧德斯、德伊爾和麥克唐納與學樂簽下圖書合約。他們根據網站上的社論內容出版了一系列的青少年建議書，當中包括Gurl.com留言板的對話。首本書《接受現實！身為gURL要全新接觸自己的身體、思想和生活》於1999年9月1日出版，提供青春期、酷兒身份、性、飲食失調、吸毒和心理健康的建議，並附有每個主題的資源清單。為了宣傳這本書，奧德斯、德伊爾和麥克唐納推出配套網站DealWithIt.com，來代管資源的線上版。《接受現實！》取得好評，大部分稱讚這本書的語氣和陳述，以及稱其是有關性健康的寶貴資源，但有些評論警告說父母可能覺得某些內容不恰當，並建議這本書不適合年輕讀者。《接受現實！》列進美國圖書館協會的2000年至2009年百大被禁/質疑書籍第82位，而有些團體質疑書中的LGBT友好和性積極內容。《接受現實！》是全國暢銷書，於2000年1月在美國賣出10萬份，並在同年7月奪得I.D.雜誌圖畫類獎項。
《接受現實！》緊隨其後的是2002年10月1日出版的《相貌書：全新接觸美容、身體意象和風格》（The Looks Book: A Whole New Approach to Beauty, Body Image, and Style），當中研究了每個年紀的審美標準:152。《出版者周刊》稱書中畫作「異想天開」，而書本身則既聰明又幽默，認為其呈現出了賦權的信息。
最後一本書《我接下來應該怎麼做？：高中畢業後的生活》（Where Do I Go from Here?: Getting a Life After High School）於2004年出版，當中探討像是步入成年、理財、大學的替代方案，及合不來的室友、約會強姦和酗酒等大學生活的其他社交問題。《坦帕灣時報》的布麗塔·海斯（Britta Hays）稱讚這本書沒有偏見地剖析高中畢業的選擇。《奧蘭多哨兵報》的哈利·韋塞爾（Harry Wessel）稱其為可以幫助青少年對自身未來做出正確選擇的書，並表示雖有品牌化，但建議也適用於男性。

## 分析

### 專業評價
Gurl.com被《The Cut》、《魅力》和《洛杉磯時報》等媒體渠道稱讚其為女性的性、酷兒身份和身體自愛等話題提供正面社群，以及包容少女的朋輩建議。Salon.com的珍妮爾·布朗（Janelle Brown）指出線上性教育的可及性能讓女孩做好準備，也讓她們擁有自己的性能動性。儘管受到好評，《洛杉磯時報》和常識媒體認為Gurl.com更適合較年長的觀眾。1999年，網站每月預估有80萬名瀏覽者。2001年，大約40%常使用互联网的美國女孩有瀏覽過網站。
Gurl.com還遭到保守團體批評其性積極立場。1999年，Salon.com表示反色情擁護者擔心年輕女孩討論和獲得性資訊，會增加未成年性行為並對她們發展有害。禁慾擁護人科琳·凱利·馬斯特（Coleen Kelly Mast）認為Gurl.com對人類的性只有片面的看法，並聲稱這些資訊無助於導致「對婚姻滿意」。卡洛·普拉特·李博批評美國「性癡迷」文化時有點名Gurl.com，指責網站排斥有關性的宗教和道德討論，且無視選擇禁慾的少女所提出的意見。米莉安·格羅斯曼（Miriam Grossman）批評性教育時談及Gurl.com和《接受現實！》，稱網站有「冒犯性材料」，如BDSM、性立場:5和性別認同等資訊:166-167。
其他批評則是家長和學者擔憂Gurl.com收集用戶信息並披露給第三方廣告商來研究消費者習慣:157，而《美国展望》稱網站的性格測驗是獲取個人數據的例子。2015年，加拿大廣播公司將Gurl.com列進1494個存有隱私問題的網站和流動應用程式，原因是其允許兒童不知不覺中列出太多個人信息。《時代》的安妮塔·漢密爾頓（Anita Hamilton）訪問紐約州曼哈頓的幾名女高中生，在向她們展示的4個青少年網站中，學生最不喜歡Gurl.com，部分原因是其「雜亂的」設計。

### 榮譽
| 年份 | 獎項                         | 範疇   | 提名人/作品                                 | 結果 |
| ---- | ---------------------------- | ------ | ------------------------------------------- | ---- |
| 1997 | I.D.雜誌年度互動媒體設計評論 | 不適用 | Gurl.com                                    | 獲獎 |
| 1997 | 紐約雜誌獎                   | 不適用 | 雷貝嘉·奧德斯、以斯帖·德伊爾和希瑟·麥克唐納 | 獲獎 |
| 1998 | 威比獎                       | 現存   | Gurl.com                                    | 獲獎 |

### 學術研究
Gurl.com已被用於研究少女線上行為和性向認同。美捷媒體和木星通訊（Jupiter Communications）於2000年的研究發現，上網的12至17歲女孩增長了125%，這部分歸功於Gurl.com。教授芭芭拉·鄧肯（Barbara Duncan）和凱文·利安德（Kevin Leander）在同年的研究中，觀察到由於Gurl.com已建立网络，女孩透過Gurlpages代管她們的網站，可以很容易地相互聯繫並收到對她們作品的反饋。2005年，學者莎朗·馬扎里拉（Sharon Mazzarella）指出Gurl.com是幫助女孩發揮創造力和賦權的網站，但後來圍繞有害信息如何影響她們的道德恐慌越來越多:141。
學者阿什利·D·格里索（Ashley D. Grisso）和大衛·維斯（David Weiss）指出Gurl.com留言板的用戶常常討論她們對性的興趣，並通常是按照網站的既定標準帶有尊重地討論:45。儘管如此，網站上許多圍繞性的討論都有關男性快感:45。Gurl.com鼓勵表達性，但某些用戶很快就羞辱其他不贊成婚前性行為或詳細討論自己性生活的人，從而淡化性能動性:36,41,45。2006年發表在《電腦中介傳播期刊》（Journal of Computer-Mediated Communication）的研究發現Gurl.com是女性為主網站的最佳例子，並通過討論時事來鼓勵女孩的批判性思考能力:791-792。
Gurl.com也被作為網際網路商業化的例子，同時將Y世代的年輕女性視為可行的營銷族群。其被認為激發了少女持有網站的增長，並於2000年創造了價值150億美金的潛在廣告市場。鄧肯和利安德覺得Gurl.com創造了「抗拒和順從」的空間，原因是在Gurlpages擁有網站的人既能以創意寫作來表達自我，網站也列出了識別她們人口和消費習慣的個人信息。學者萊斯利·麗根·夏德（Leslie Regan Shade）用Gurl.com作為1990年代社群商品化和商業化的例子，而當時女性被認為是電子商務的營銷族群:157。與鄧肯和利安德相呼應，夏德評論道雖然Gurl.com有份免責聲明表明她們的觀點不代表廣告商，但網站可能還是「為相似的田園受眾商品修飾」，這與線上社群的「烏托邦情操」形成鮮明對比:157。在教導有關廣告的媒體素養時，Gurl.com被用作隱性行銷的例子:77。

## 後續
Gurl.com是1990年代期間針對美國少女的首批主要網站而聞名，也還對1990年代第三波女性主義、暴女和小誌文化產生關聯和貢獻而知名。Gurl.com對青少年問題進行真誠和坦率的討論，激發了青少年雜誌和其他以女性為中心的網站採用類似的方法，其品牌也與Y世代的身份息息相關。